# Methley
Methley – osada w Anglii, w hrabstwie West Yorkshire, w dystrykcie Leeds. Leży 3 km od miasta Castleford. W 1931 roku civil parish liczyła 4607 mieszkańców. Methley jest wspomniana w Domesday Book (1086) jako Medelai.